# 1227
1227 (MCCXXVII) var ett normalår som började en fredag i den julianska kalendern.

## Händelser

### Mars
- 19 mars – Sedan Honorius III har avlidit dagen innan väljs Ugolino di Conti till påve och tar namnet Gregorius IX.[1]

### Juli
- 22 juli – Danskarna under Valdemar Sejr besegras av förenade nordtyska styrkor i slaget vid Bornhöft vilket leder till att Danmark förlorar sin stormaktsställning.

### Okänt datum
- Vintern – Furst Jaroslav II av Vladimir-Suzdal av Republiken Novgorod härjar Tavastland.
- Den norske kungen Håkon Håkonsson bränner kastalen i staden Lödöse.
- Albert av Riga erövrar och kristnar ön Ösel.

## Födda
- 30 september – Nicolaus IV, född Girolamo Masci, påve 1288-1292.
- Chabi, mongolrikets kejsarinna.

## Avlidna
- 18 mars – Honorius III, född Cencio Savelli, påve sedan 1216.
- 18 augusti – Djingis Khan, mongolisk härförare.[2]

### Fotnoter
1. ↑  ”Roman Catholic Church” (på engelska). World Statesmen. http://www.worldstatesmen.org/Catholic.html. Läst 23 november 2012.
2. ↑  Det hände i dag